# Danilo Andrenacci
Danilo Andrenacci (* 7. Februar 1978) ist ein ehemaliger italienischer Radrennfahrer.
Danilo Andrenacci wurde 2001 Zweiter beim Gran Premio Folignano. 2004 wurde er Profi bei dem italienischen Radsportteam Formaggi Pinzolo Fiavè. Nach einigen Jahren ohne Vertrag bei einer internationalen Mannschaft fuhr er 2008 für das Schweizer Continental Team Hadimec-Nazionale Elettronica. In seinem ersten Jahr dort gewann er die Auftaktetappe der Serbien-Rundfahrt.
Im Februar 2012 wurde er für zwei Jahre gesperrt, weil er bei der Trofeo Melinda im August 2011 positiv auf das Dopingmittel EPO getestet wurde. Die Sperre lief unter Anrechnung am 19. Dezember 2013 aus.

## Erfolge
2008
- eine Etappe Serbien-Rundfahrt

## Teams
- 2004 Formaggi Pinzolo Fiavè
- 2008 Hadimec-Nazionale Elettronica
- 2009 Nazionale Elettronica New Slot-Hadimec
- 2010 CDC-Cavaliere (bis 31.07.)
- 2011 D’Angelo & Antenucci-Nippo